# 住太陽
住太陽（すみ もとはる、1971年 - ）は日本のSEOコンサルタント、著作家。

## 来歴・人物
1999年、ウェブデザイナーとして独立。2002年、国内初のSEO解説書を出版。以来、執筆講演活動を続け、日本国内におけるSEOの第一人者として知られる。2003年までは大手企業を中心にサービスを提供していた が、その後は中小企業を主な対象にしている。
主業務とするSEOでは、文章の品質を特に重視する ほか、アクセシビリティへの配慮を重視 し、あわせてコンテンツの拡散経路としてソーシャルメディアを活用する。これら経験を元に執筆した小説「他人の垢」で第19回堺自由都市文学賞を受賞した。
ボーディー有限会社代表取締役。KDDIウェブコミュニケーションズの外部顧問、ドコドア株式会社（三条市）の社外取締役、株式会社ニュートラルワークスのSEO顧問を歴任。

## 受賞歴
- 2007年7月 - 第19回堺自由都市文学賞 入賞 - 受賞作「他人の垢」[18]

## 著作

### 単著
- 『SEO検索エンジン最適化プロジェクト』ディー・アート、2003年、ISBN 4886486991

### 共著
- 『Webサイト運営・プロデュースの教科書』 松尾 茂起,柿内 ひとみ,寿倉 歩,伊藤 富雄,妹尾 ゆう,伊藤 陽介,鈴木 良太,坂巻 隆之共著、毎日コミュニケーションズ、2013年、ISBN 4839945195
- 『SMO(ソーシャルメディア最適化)実践テクニック』紺野 俊介,渡辺 隆広共著、ソフトバンククリエイティブ、2007年、ISBN 4797343303
- 『アクセスアップのためのSEO検索エンジン最適化』アングラーズネット共著、エーアイ出版、2002年、ISBN 4871939057

### 監訳書
- 『Webマーケティング/広告戦略のセオリー』Catherine Seda著,森本真吾訳、毎日コミュニケーションズ、2008年、ISBN 4839924120

### 連載
- ひとりSEO担当者の疑問に答えます[19] - 『Web担当者Forum』インプレス、2023年7月5日 - 連載中
- SEO & SEM 相談室 - 『Web Designing』毎日コミュニケーションズ、2005年3月号[20] - 2006年6月号[21]
- SEOデザイン - 『Web Designing』毎日コミュニケーションズ、2003年8月号[22] - 2005年2月号[23]

### 寄稿
- SEOの基礎知識、SEOの基本的な手法 - 『プロとして恥ずかしくないWEBデザインの大原則』MdN、2007年、p122 - p131、ISBN 4844359002
- Windows Live戦略に迫る - 『SEO SEM Technique vol.1』翔泳社、2007年、p24 - p25、ISBN 4798112615
- Live Searchの機能と最適化施策 - 『SEO SEM Technique vol.1』翔泳社、2007年、p68 - p77、ISBN 4798112615
- ソーシャルメディア最適化を知る[24] - 『Web担当者 現場のノウハウ Vol.03』インプレス、2006年、p42 - p47、ISBN 4844323326
- SEMキャンペーンの効果を高めるための秘訣とは -Googleマキシマイザーへのインタビューから- 『Web Designing』毎日コミュニケーションズ、2004年10月号[25]、p120 - p123
- XHTML & CSS時代のSEOを考える - 『Web Designing』毎日コミュニケーションズ、2004年5月号[26]、p72 - p73
- 住太陽「検索エンジン業界勢力地図(<特集>インターネット検索エンジン)」『情報の科学と技術』第54巻第2号、情報科学技術協会、2004年、72-77頁、doi:10.18919/jkg.54.2_72、ISSN 09133801、NAID 110002826890。
- 正しいSEOのススメ - 『Web Designing』毎日コミュニケーションズ、2003年2月号[27]、p76 - p93

## 取材協力
- Web担当者Forum編集部「SEOで効く順位決定57個の要因[保存版]」『Web担当者 現場のノウハウ』インプレス、2009年冬号、p62 - p89、ISBN 4844326503
- Web担当者Forum編集部「SEOで効く順位決定の57個の要因」『Web担当者 現場のノウハウ Vol.10』インプレス、2008年、p18 - p51、ISBN 4844325132